# 2024 ME:I LAUNCHING SHOW ME:ICONIC YOYOGI
『ME:I LAUNCHING SHOW ME:ICONIC YOYOGI』（ミーアイ ローンチング ショー ミーアイコニック ヨヨギ）は、日本のガールズグループ・ME:Iの映像作品。
2024年9月18日にDVDとBlu-Rayで発売された。

## 概要
ME:I初のファンコンサート『2024 ME:I LAUNCHING SHOW ME:ICONIC』より、追加公演・国立代々木競技場第一体育館での最終公演を収録。

## ライブ
2024年3月から4月に開催されたME:I初のファンコンサート。2023年12月29日に開催が発表された。
2月29日には国立代々木競技場第一体育館での追加公演の開催が発表され、2都市9公演で計6.5万人を動員した。
|   | 開催日  | 開演  | 場所                            | 備考     |
| - | ------- | ----- | ------------------------------- | -------- |
| 1 | 3月27日 | 18:00 | 東京 東京ガーデンシアター       |          |
| 2 | 3月28日 | 18:00 | 東京 東京ガーデンシアター       |          |
| 3 | 3月30日 | 13:30 | 大阪 おおきにアリーナ舞州       |          |
| 4 | 3月30日 | 18:00 | 大阪 おおきにアリーナ舞州       |          |
| 5 | 3月31日 | 13:30 | 大阪 おおきにアリーナ舞州       |          |
| 6 | 3月31日 | 18:00 | 大阪 おおきにアリーナ舞州       |          |
| 7 | 4月13日 | 18:00 | 東京 国立代々木競技場第一体育館 | 追加公演 |
| 8 | 4月14日 | 13:00 | 東京 国立代々木競技場第一体育館 | 追加公演 |
| 9 | 4月14日 | 18:00 | 東京 国立代々木競技場第一体育館 | 追加公演 |

## 収録内容
1. 想像以上（ME:I Ver.）
2. CHOPPY CHOPPY（ME:I Ver.）
3. Sugar Bomb
4. TOXIC（ME:I Ver.）
  - 追加公演から追加
5. Hero
  - 追加公演から追加
  - 安室奈美恵の「Hero」を11人でカバー[注釈 3]
6. Click
  - 撮影可能曲
  - 追加公演前は「LEAP HIGH! 〜明日へ、めいっぱい～（ME:I Ver.）」が撮影可能曲だった。
7. LEAP HIGH! 〜明日へ、めいっぱい～（ME:I Ver.）
  - 以降アンコール
  - 公式キャラクター・MY:EYEのトロッコに乗って歌唱
8. FLY UP SO HIGH（ME:I Ver.）
9. &ME
  - 「YOU&ME」の歌詞を「YOU:ME」に変更して歌唱